# Горчица полевая
Горчи́ца полева́я (лат. Sinapis arvensis) — вид однолетних травянистых растений рода Горчица (Sinapis) семейства Капустные (Brassicaceae).

## Ботаническое описание

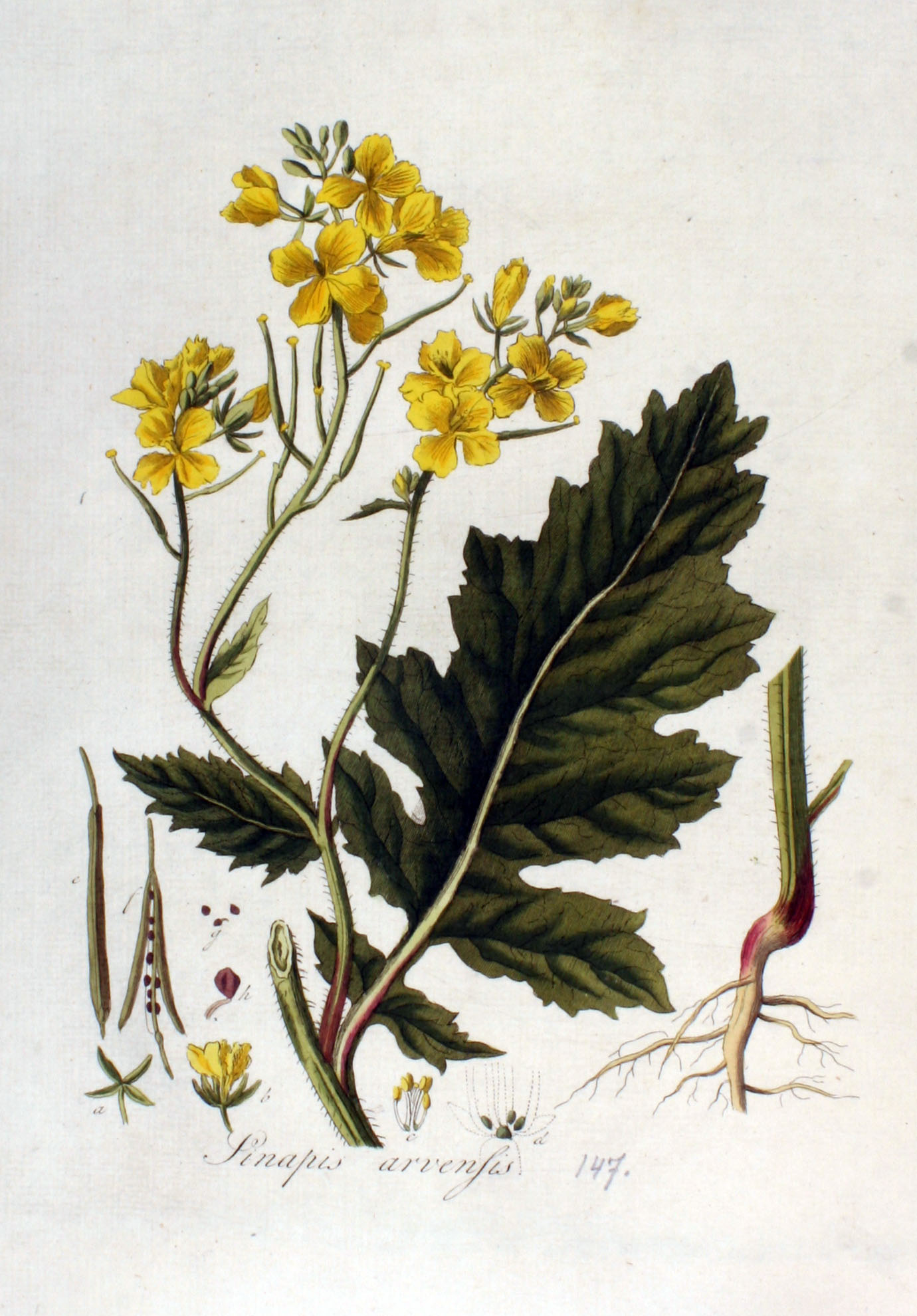
Иллюстрация из книги «Flora Batava», т. 2, 1807 год

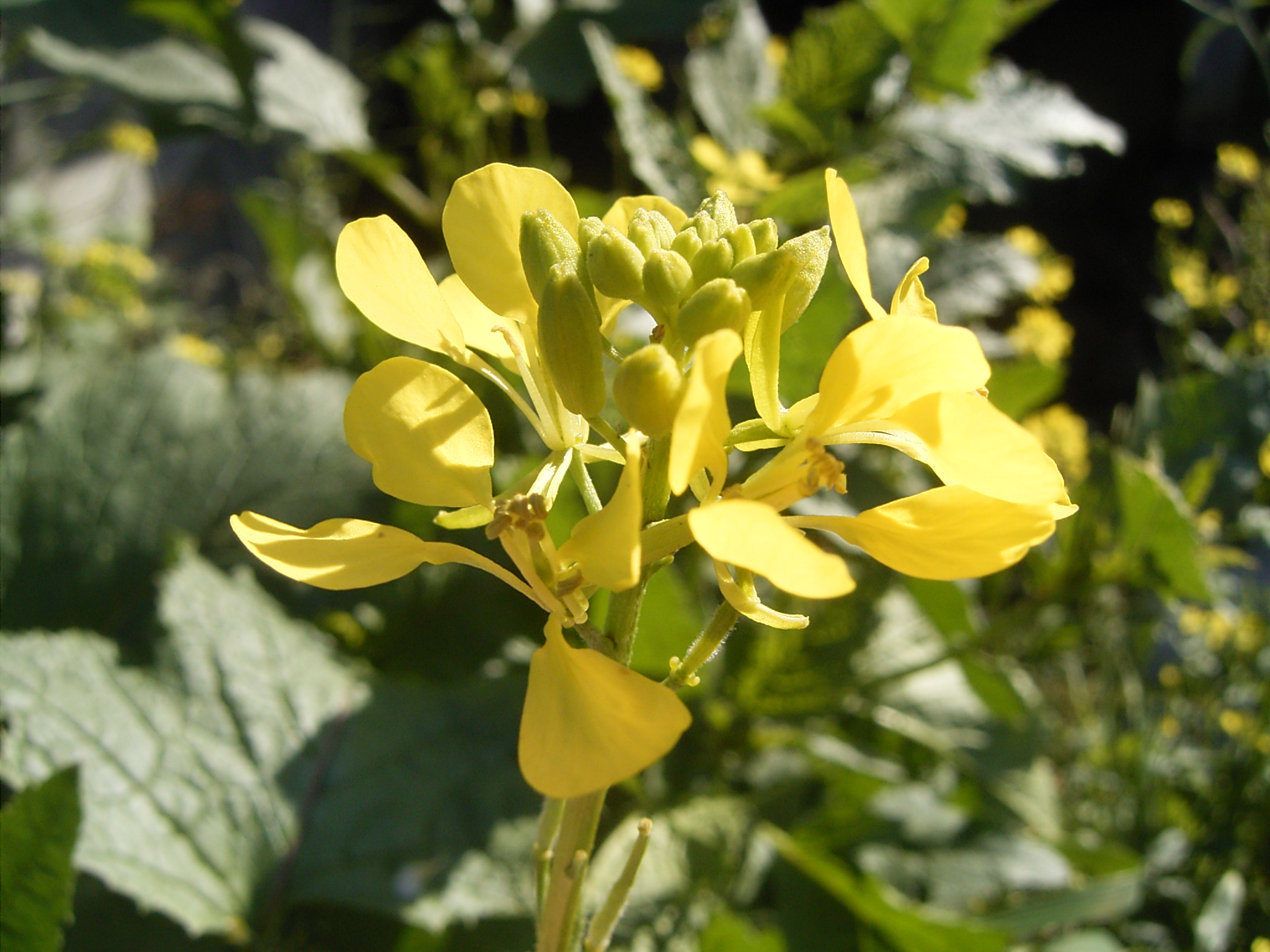
Соцветие растения

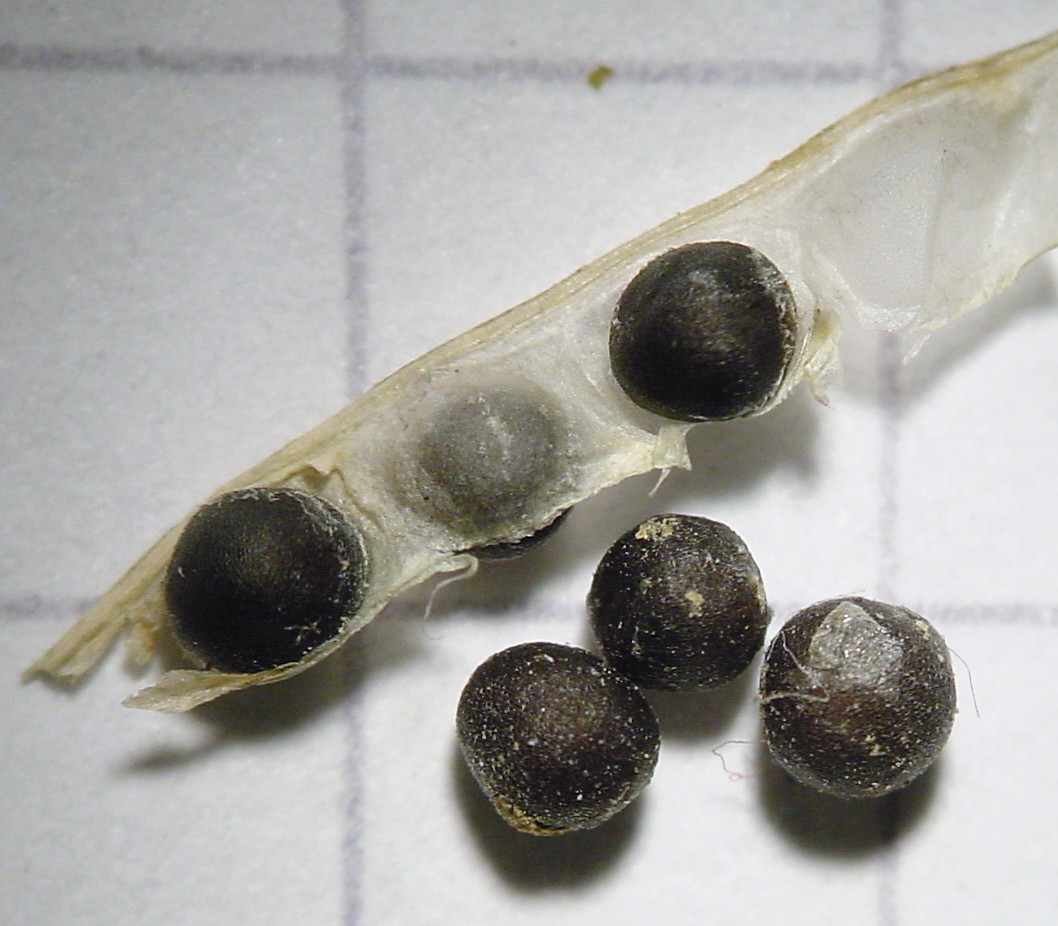
Семена

Однолетник, стебель 10—100 см высотой, прямостоячий, угловатый, ветвистый, покрыт горизонтально-отстоящими жёсткими простыми волосками, в пазухах ветвей часто красновато-фиолетовые пятна.
Листья на черешках, которые у нижних до 2—4,5 см длиной, у верхних — 2—5 мм длиной, или они почти сидячие; все цельные, яйцевидные или продолговато-яйцевидные, тупые или коротко заострённые, неровно островато-зубчатые, 2—9 см длиной, 15—55 мм шириной; нижние листья черешковые, перисто-надрезанные, по краю неравномерно-зубчатые с округлой тупой верхней долей; верхние — сидячие, удлинённо-овальные, с заострённой верхушкой.
Соцветие — удлинённая кисть, кисти вначале укороченные (2—3 см длиной), щитковидные, затем удлиняющиеся до 15—30 см.
Цветки актиноморфные, четырёхчленные. Цветоножки 3—5 мм длиной, при плодах толстые, такой же длины. Чашелистики 4—7 мм длиной, линейные, сильно отклонённые; лепестки расположены крестообразно, жёлтые, широкообратнояйцевидные, 9—13 мм длиной, 3,5—5 мм шириной, сужены в ноготок, который вдвое короче пластинки, вдвое превышают чашелистики.
Плод — стручок, почти прижатый или косо вверх стоящий, цилиндрический, негусто покрытый короткими жёсткими волосками либо голый, 3—7 см длиной (с носиком), 2,5—3,5 мм шириной, состоит из двух члеников: нижний — удлинённо-цилиндрический, вскрывающийся, многосемянный (до 20 семян), верхний — вытянут в конический четырёхгранный невскрывающийся, обычно односемянный носик 8—17 мм длиной, отделяющийся от нижнего членика клиновидным валиком. Стручок деревянистый, голый, соломенно-жёлтый, на коротких и толстых, косо вверх направленных плодоножках. Семена шаровидные, тёмно-коричневые или почти чёрные, около 2 мм в диаметре.
Цветёт в мае-июне, плодоносит в июле-августе. Максимальная плодовитость — до 20 000 семян. Минимальная температура прорастания семян 2—4 °С, оптимальная 14—20 °С. Свежие семена прорастают плохо из-за наличия у них периода покоя. Семена прорастают с глубины не более 5—6 см, сохраняют всхожесть в почве до 10 лет. Семена сохраняют всхожесть после прохождения через пищеварительный тракт животных. Число хромосом: 2n=18.

## Распространение и местообитание
Европа, Северная Африка, Малая и Средняя Азия, Иран, Афганистан, практически вся Северная Америка, европейская часть бывшего СССР (кроме северных областей) и Кавказ, а также Западная и Восточная Сибирь, Дальний Восток.

## Хозяйственное значение
Злостный сорняк яровых посевов (особенно зерновых) чернозёмной полосы степной и лесостепной зон. Является важнейшим альтернативным растением-хозяином возбудителя килы крестоцветных — Plasmodiophora brassica, a также резерватором многих вредителей культурных крестоцветных растений (тли, капустная муха). Защитные мероприятия: правильный севооборот, правильная подготовка навоза, тщательный контроль чистоты посевного материала.
Поедается свиньями, крупно рогатым скотом и овцами. До цветения и в начале образования семян безвредна для животных. Становится ядовитой во время цветения из-за содержания глюкозида синигрина. При поедании животными значительного количества зелёной массы горчицы в указанной форме возникают отравления, даже со смертельным исходом. В практике известны случаи массовых заболеваний лошадей и других животных вследствие скармливания им сена люцерны или эспарцета или соломы, засоренных значительным количество горчицы, убранной в период цветения и образования зрелых и незрелых семян. Зафиксированы случаи отравления свиней и крупного рогатого скота. 
Даёт жирное масло применяемое как пищевое, при гидрогенизации и для мыловарения. 
В некоторых местностях Кавказа листья едят как салат, а также употребляют в пище не цветущие стебли сняв с них кожицу.
Медонос. 100 цветков в условиях Волгоградской области выделяют 70 мг пыльцы.

### Таксономия[10]
Sinapis arvensis L., 1753, Sp. Pl. : 668
Вид Горчица полевая относится к роду Горчица (Sinapis) семейства Капустные (Brassicaceae) порядка Капустоцветные (Brassicales). Кладограмма в соответствии с Системой APG IV по состоянию на июнь 2023 года:
|  |                                      |  |                                   |                                   |                     |  | ещё 16 семейств | ещё 16 семейств |                 |  |  |  | еще 3 подтвержденных вида и 19 видов, ожидающих подтверждения |
|  |                                      |  |                                   |                                   |                     |  | ещё 16 семейств | ещё 16 семейств |                 |  |  |  | еще 3 подтвержденных вида и 19 видов, ожидающих подтверждения |
|  |                                      |  |                                   | порядок Капустоцветные            |                     |  |                 |                 | род Горчица     |  |  |  |                                                               |
|  |                                      |  |                                   | порядок Капустоцветные            |                     |  |                 |                 | род Горчица     |  |  |  |                                                               |
|  | отдел Цветковые, или Покрытосеменные |  |                                   |                                   | семейство Капустные |  |                 |                 | Горчица полевая |  |  |  |                                                               |
|  | отдел Цветковые, или Покрытосеменные |  |                                   |                                   | семейство Капустные |  |                 |                 |                 |  |  |  |                                                               |
|  |                                      |  | ещё 63 порядка цветковых растений | ещё 63 порядка цветковых растений |                     |  |                 | ещё 354 рода    | ещё 354 рода    |  |  |  |                                                               |
|  |                                      |  |                                   | ещё 63 порядка цветковых растений |                     |  |                 |                 | ещё 354 рода    |  |  |  |                                                               |

### Синонимы
- Brassica arvensis  (L.)  Rabenh.
- Brassica arvensis var. orientalis  (L.)  Farw.
- Brassica arvensis var. schkuhriana  Thell. in Schinz &  R.Keller
- Brassica barbareifolia  Ball
- Brassica kaber  (DC.)  Wheeler
- Brassica kaber var. orientalis  (L.)  Scoggan
- Brassica kaber var. pinnatifida  (Stokes)  L.C.Wheeler
- Brassica kaber var. schkuhriana  (Rchb.)  L.C.Wheeler
- Brassica kaber var. stricta  (Celakovsky)  Shinners
- Brassica sinapis  Vis.
- Brassica sinapistrum  Boiss.
- Brassica sinapistrum var. orientalis  Samp.
- Brassica sinapistrum var. schkuhriana  (Rchb.)  Samp.
- Brassica xinjiangensis  Y.Z.Lan  &  T.Y.Cheo
- Crucifera sinapistra  E.H.L.Krause
- Napus agriasinapis  K.F.Schimp.  &  Spenn.
- Raphanus arvensis  Crantz
- Raphanus orientalis  Crantz
- Rhamphospermum arvense  Andrz.  ex  Besser
- Rhamphospermum orientale  Andrz.
- Sinapis arvensis f. orientalis  (L.)  D.Löve  &  J.-P.Bernard
- Sinapis arvensis subsp. arvensis  –
- Sinapis arvensis var. arvensis  –
- Sinapis arvensis var. leiocarpa  Gaudin
- Sinapis arvensis var. nilotica  O.E.Schulz
- Sinapis arvensis var. orientalis  (L.) W.D.J.Koch  &  Ziz
- Sinapis arvensis var. orientalis  (L.) Koch  &  Ziz
- Sinapis arvensis var. pinnatifida  Stokes
- Sinapis arvensis var. schkuhriana  (Rchb.)  Hagenb.
- Sinapis kaber  DC.
- Sinapis orientalis  L.
- Sinapis polymorpha  Geners.  ex  Schult.
- Sinapis retrohispida  Boreau
- Sinapis schkuhriana  Rchb.
- Sinapis villosa  Mérat
- Sinapistrum arvense  Spach